# Pomnik 17 żołnierzy żydowskich w Słubicach
Pomnik 17 żołnierzy żydowskich – pomnik 17 żydowskich żołnierzy armii Cesarstwa Niemieckiego z Frankfurtu nad Odrą, poległych w czasie I wojny światowej. Niegdyś stał na terenie cmentarza żydowskiego w Słubicach. Zburzony podczas nocy kryształowej). Zachowały się jedynie fundamenty, które od 2013 zostały objęte ochroną konserwatorską.

## Historia
Budowę pomnika rozpoczęto w 1936 z funduszy Związku Żydowskich Żołnierzy Frontowych z Grupy Landsberg an der Warthe (Gorzów Wlkp.). Oficjalne odsłonięcie pomnika miało odbyć się wiosną 1937, jednak ostatecznie stało się to latem 1937.
Pomnik został zburzony już rok później na fali wystąpień antyżydowskich w III Rzeszy (tzw. noc kryształowa). Zachowały się jedynie fundamenty dawnego pomnika, które od 26 listopada 2013 – podobnie jak i cały teren cmentarza – otoczone zostały ścisłą ochroną konserwatorską.

## Projekt i wymowa
Na przedniej stronie pomnika umieszczono napis w języku niemieckim „1914 1918. Unseren gefallenen Kameraden” oraz nazwiska poległych, zaś na tylnej stronie informację o fundatorze pomnika: „Errichtet vom Reichsbund Jüdischer Frontsoldaten Ortsgruppe Frankfurt a/Oder 1937”. Na obu bokach pomnikach znalazły się inskrypcje po hebrajsku, które przetłumaczyć można jako: Niech będą dusze ich zawiązane w woreczku żywych (po lewej) oraz Miłość jest silniejsza od śmierci (po prawej).

## Upamiętnieni żołnierze
| Imię i nazwisko    | Urodzony                           | Zmarły     |
| ------------------ | ---------------------------------- | ---------- |
| Berthold Angerthal | 09.05.1891 w Reczu                 | 03.07.1916 |
| Julius Biram       | 04.11.1881                         | 05.07.1916 |
| Berthold Cohn      | 03.03.1876 we Frankfurcie nad Odrą | 04.10.1918 |
| Max Cohn           | 07.06.1897 we Frankfurcie nad Odrą | 05.04.1918 |
| Alfred Fain        | 27.03.1896 we Frankfurcie nad Odrą | 04.08.1917 |
| Paul Gerber        | 08.01.1881 w Sępólnie Krajeńskim   | 07.08.1915 |
| Walter Heilborn    | 02.02.1891 we Frankfurcie nad Odrą | 09.01.1915 |
| Arthur Kaiser      | 04.02.1887 we Frankfurcie nad Odrą | 10.11.1914 |
| Felix Laband       | 30.06.1895 w Mysłowicach           | 09.09.1917 |
| Paul Lewin         | 13.01.1891 w Skwierzynie           | 23.10.1916 |
| Leopold Lüttge     | 24.02.1877                         | 16.11.1886 |
| Fritz Meyerheim    | 16.11.1886 w Maszewie              | 12.10.1918 |
| Martin Miedzwinski |                                    |            |
| Arnhold Saling     | 07.02.1890                         | 12.05.1915 |
| Max Schlesinger    | 22.05.1877 we Frankfurcie nad Odrą | 01.08.1916 |
| Georg Schüler      | 12.11.1879 w Cybince               | 06.11.1917 |
| Heinz Wachsmann    | 06.10.1896 we Frankfurcie nad Odrą | 14.06.1917 |